# Vaskasjöarna
Vaskasjöarna är varandra näraliggande sjöar i Södertälje kommun i Södermanland som ingår i Tyresån-Trosaåns kustområde.
- Vaskasjöarna (nordvästra), sjö i Södertälje kommun, 59°08′03″N 17°34′46″Ö / 59.1341°N 17.5794°Ö (6,02 ha)
- Vaskasjöarna (sydöstra), sjö i Södertälje kommun, 59°07′47″N 17°35′12″Ö / 59.1298°N 17.5867°Ö (3 ha)